# Omulew (Jedwabno)
Omulew (deutsch Omulef) ist ein kleiner Ort in der polnischen Woiwodschaft Ermland-Masuren und gehört zur Landgemeinde Jedwabno (1938 bis 1945 Gedwangen) im Powiat Szczycieński (Kreis Ortelsburg).

## Geographische Lage
Omulew liegt südlich des Flüsschens Omulef (polnisch Omulew) am Ostufer des Omulef-Sees (polnisch Jezioro Omulew) in der südöstlichen Mitte der Woiwodschaft Ermland-Masuren. Bis zur früheren Kreisstadt Neidenburg (polnisch Nidzica) sind es 18 Kilometer in südwestlicher Richtung, und die heutige Kreismetropole Szczytno (deutsch Ortelsburg) liegt 28 Kilometer entfernt in nordöstlicher Richtung.

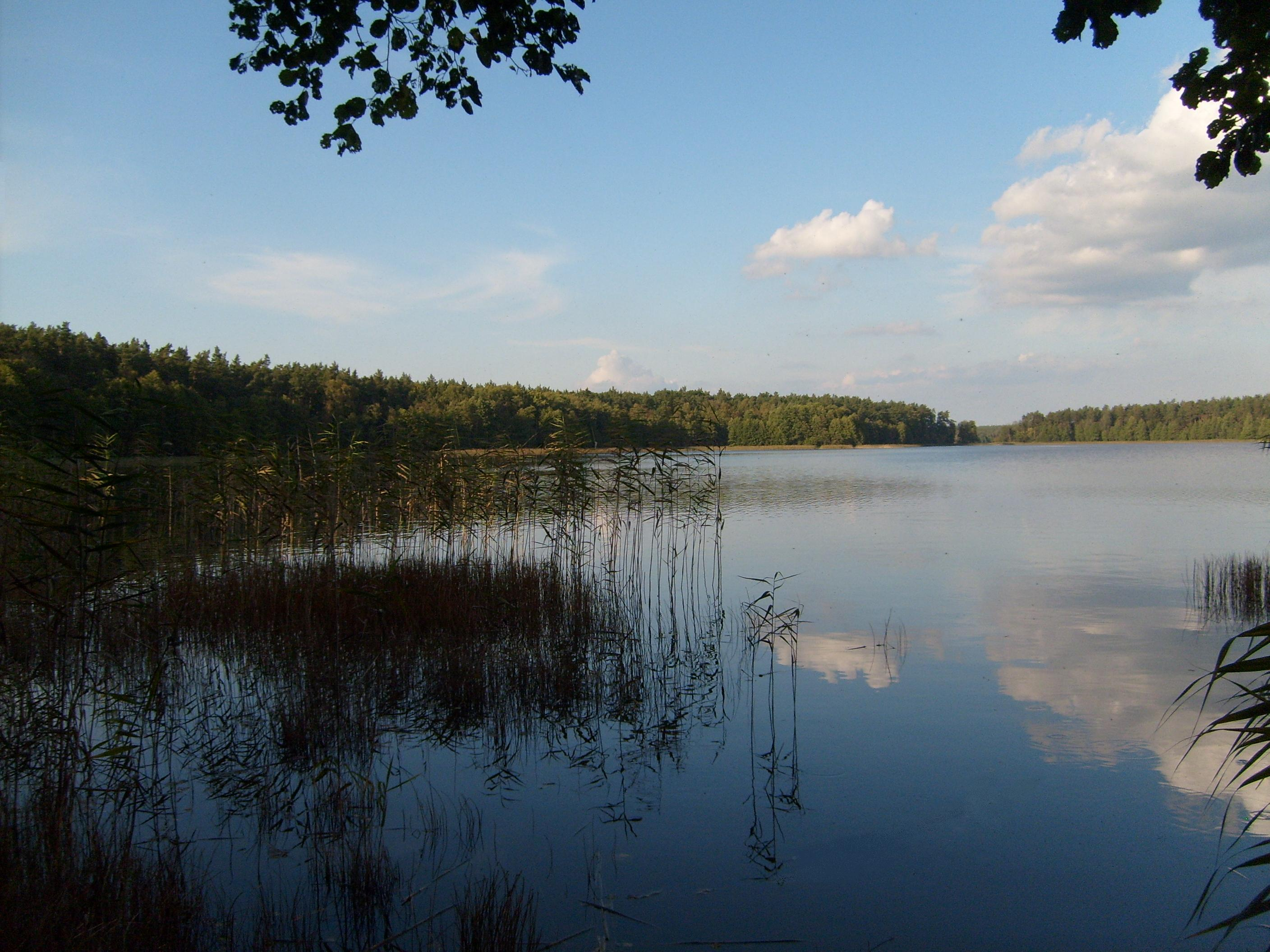
Blick auf den Jezioro Omulew (Omulef-See)

## Geschichte

### Ortsgeschichte Omulef
Omulef war bis 1945 eine zum Staatsforst Kaltenborn (polnisch Zimna Woda) gehörende Försterei. Am 28. Mai 1874 wurde der  kleine Gutsbezirk Amtsdorf und damit namensgebend für einen Amtsbezirk im Kreis Neidenburg, Regierungsbezirk Königsberg, in der preußischen Provinz Ostpreußen.
Der Amtsbezirk Omulef wurde am 6. März 1896 aufgelöst und in den neu gebildeten Amtsbezirk Kaltenborn (bis 1893 Zimnawodda) im Kreis Neidenburg, Regierungsbezirk Königsberg (1905 bis 1945: Regierungsbezirk Allenstein) eingegliedert.
Im Jahre 1910 zählte der Gutsbezirk Omulef 28 Einwohner. Er gab am 1. November 1928 seine Eigenständigkeit auf und wurde nach Omulefofen (polnisch Kot) eingemeindet.
In Kriegsfolge wurde Omulef 1945 mit dem gesamten südlichen Ostpreußen an Polen überstellt und erhielt die polnische Namensform „Omulew“. Heute ist die kleine Waldsiedlung (polnisch Osada leśna) eine Ortschaft innerhalb der Landgemeinde Jedwabno (1938 bis 1945 Gedwangen) im Powiat Szczycieński (Kreis Ortelsburg), bis 1998 der Woiwodschaft Olsztyn, seither der Woiwodschaft Ermland-Masuren zugehörig.

### Amtsbezirk Omulef (1874–1896)
In den 22 Jahren seines Bestehens gehörten zum Amtsbezirk Omulef fünf kommunale Einheiten:
| Deutscher Name                 | Polnischer Name |
| ------------------------------ | --------------- |
| Czarnau                        | Czarna          |
| Omulef                         | Omulew          |
| Omulefmühle                    | Przysowy        |
| Omulefofen                     | Kot             |
| Zimnawodda ab 1893: Kaltenborn | Zimna Woda      |

### Gutssiedlung Czarnau
Die nicht mehr erkennbare Ortsstelle von Czarnau liegt zwischen dem Omulef-See und dem Jezioro Czarne, heute wohl schon im Gebiet der Gmina Nidzica (Neidenburg). Im Jahre 1782 gab es in der kleinen Siedlung lediglich ein Wohngebäude, 1848 und 1861 waren es bereits drei, und die Einwohnerzahl belief sich auf 24 bzw. 20. Als 1874 der Amtsbezirk Omulef errichtet wurde, gehörte der Gutsbezirk Czarnau zu den eingegliederten Orten. Als am 6. März 1896 dieser Amtsbezirk aufgelöst wurde, kam Czarnau zum neu gebildeten Amtsbezirk Kaltenborn (polnisch Zimna Woda). Wohl bis hinein in das 20. Jahrhundert existierte Czarnau als eigenständiger Ort, bis er dann in Omulef aufgegangen zu sein scheint. Jedenfalls findet er seither keine Erwähnung mehr. Im Polnischen wird der Ort „Czarna“ genannt. Kirchlicherseits gehörte Czarnau zum evangelischen Kirchspiel Muschaken (polnisch Muszaki) bzw. zur katholischen Pfarrei Neidenburg (Nidzica).

## Kirche
Omulef war bis 1945 in die evangelische Kirche Jedwabno in der Kirchenprovinz Ostpreußen der Kirche der Altpreußischen Union, außerdem in die römisch-katholische Kirche Jedwabno im Bistum Ermland eingepfarrt.
Heute gehört Omulew ebenfalls zur evangelischen Kirchengemeinde in Jedwabno, die jetzt eine Filialgemeinde der evangelischen Pfarrei Pasym in der Diözese Masuren der Evangelisch-Augsburgischen Kirche in Polen ist. Katholischerseits ist Omulew nach Zimna Woda (Kaltenborn) ausgerichtet, eine Filialgemeinde der Pfarrei Napiwoda (Grünfließ) im jetzigen Erzbistum Ermland.

## Verkehr
Omulew liegt westlich der Woiwodschaftsstraße 545 und ist über einen Zubringer von Zimna Woda (Kaltenborn) aus direkt zu erreichen. Auch gibt es eine Landwegverbindung von Kot (Omulefofen) nach Omulew. Eine Anbindung an den Bahnverkehr besteht nicht.

## Persönlichkeiten

### Mit dem Ort verbunden
- Heinrich Stephanus (1843–1895), deutscher Rittergutsbesitzer und Mitglied des Deutschen Reichstags